# Ryszard Staniek
Ryszard Staniek, född den 13 mars 1971 i Zebrzydowice, Polen, är en polsk fotbollsspelare som tog OS-silver i fotbollsturneringen vid de olympiska sommarspelen 1992 i Barcelona.